# Lista de municípios de São Paulo por população (1910)

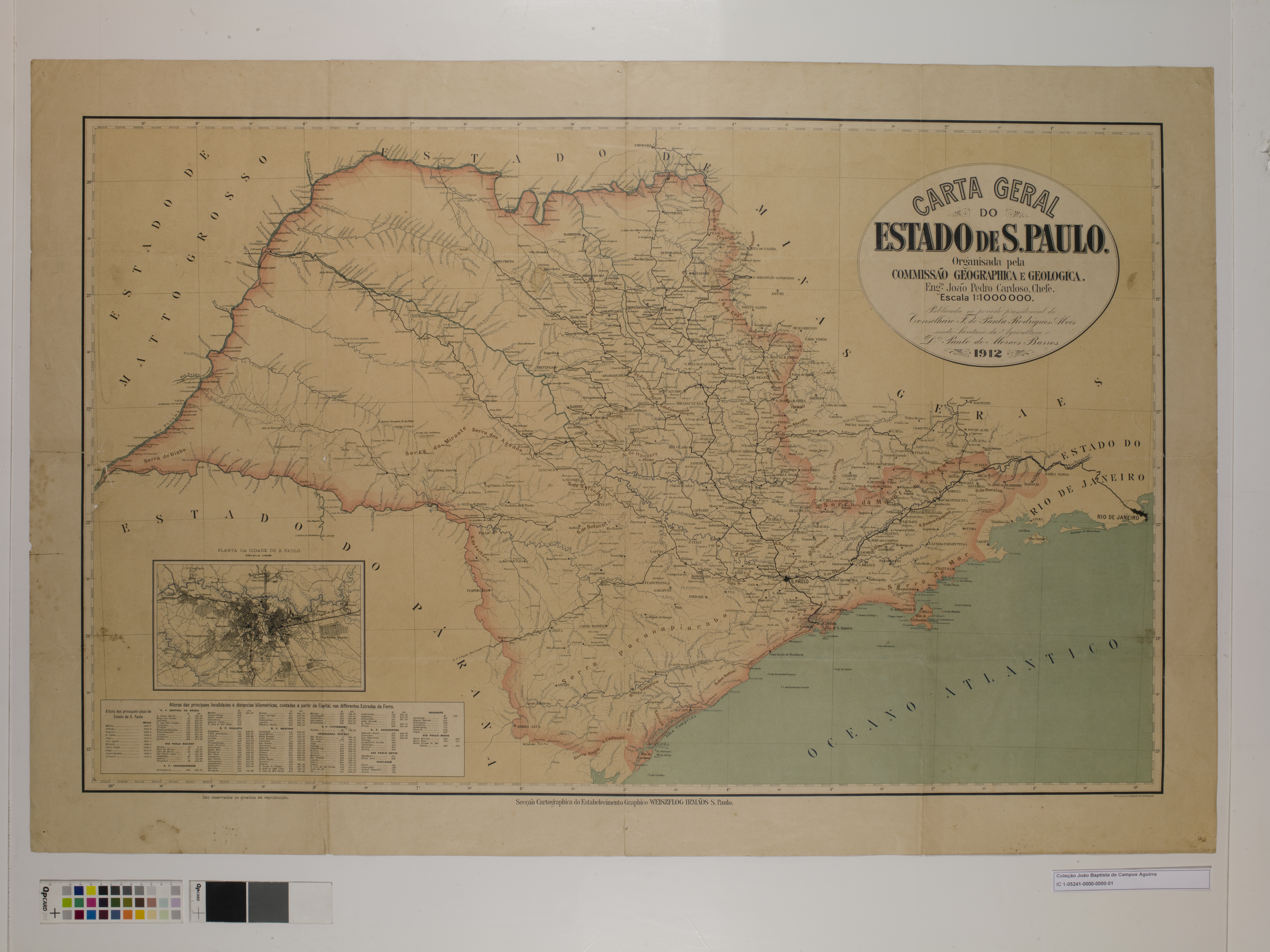
Estado de São Paulo (1912).

Esta é uma lista de municípios do estado de São Paulo por população no ano de 1910, segundo estimativa da Diretoria Geral de Estatística (DGE) e de acordo com a divisão territorial administrativa, os topônimos e a ortografia da época.
|      | Município                    | Estimativa 1910 |
| ---- | ---------------------------- | --------------- |
| 1º   | São Paulo                    | 346410          |
| 2º   | Campinas                     | 98873           |
| 3º   | Santos                       | 81417           |
| 4º   | Jahú                         | 56804           |
| 5º   | Ribeirão Preto               | 54878           |
| 6º   | Guaratinguetá                | 51772           |
| 7º   | Piracicaba                   | 49500           |
| 8º   | Amparo                       | 48773           |
| 9º   | Bragança                     | 47198           |
| 10º  | São Carlos                   | 46500           |
| 11º  | Taubaté                      | 45506           |
| 12º  | São José do Rio Pardo        | 41794           |
| 13º  | Santa Cruz do Rio Pardo      | 39311           |
| 14º  | Rio Claro                    | 38228           |
| 15º  | São João da Boa Vista        | 38080           |
| 16º  | Araraquara                   | 37630           |
| 17º  | Jaboticabal                  | 37150           |
| 18º  | Botucatú                     | 36989           |
| 19º  | São Simão                    | 36836           |
| 20º  | Mogy-Mirim                   | 32046           |
| 21º  | Taquaritinga                 | 32030           |
| 22º  | Franca                       | 32000           |
| 23º  | Sorocaba                     | 32000           |
| 24º  | Tieté                        | 32000           |
| 25º  | Jundiahy                     | 30163           |
| 26º  | Batataes                     | 30000           |
| 27º  | São José dos Campos          | 29070           |
| 28º  | Descalvado                   | 28450           |
| 29º  | Sertãosinho                  | 28278           |
| 30º  | São Manoel                   | 27863           |
| 31º  | Limeira                      | 27614           |
| 32º  | Espírito Santo do Pinhal     | 27562           |
| 33º  | Iguape                       | 27481           |
| 34º  | Monte Alto                   | 27454           |
| 35º  | Orlândia                     | 27254           |
| 36º  | Bebedouro                    | 27052           |
| 37º  | Itatiba                      | 26000           |
| 38º  | Jacarehy                     | 25200           |
| 39º  | Igarapava                    | 25000           |
| 40º  | Santa Rita do Passa Quatro   | 25000           |
| 41º  | Tatuhy                       | 24578           |
| 42º  | Pindamonhangaba              | 24340           |
| 43º  | Barretos                     | 24000           |
| 44º  | Mogy das Cruzes              | 23963           |
| 45º  | Ytú                          | 23718           |
| 46º  | Pedras                       | 23637           |
| 47º  | Baurú                        | 23219           |
| 48º  | Apiahy                       | 22800           |
| 49º  | Casa Branca                  | 22553           |
| 50º  | Parahybuna                   | 22443           |
| 51º  | Itapira                      | 22394           |
| 52º  | Cravinhos                    | 22107           |
| 53º  | Atibaia                      | 21876           |
| 54º  | Araras                       | 21574           |
| 55º  | Capivary                     | 21362           |
| 56º  | Soccorro                     | 21323           |
| 57º  | Serra Negra                  | 21146           |
| 58º  | Avaré                        | 21000           |
| 59º  | Itapetininga                 | 20169           |
| 60º  | Mococa                       | 19971           |
| 61º  | Rio Preto                    | 19800           |
| 62º  | Pirassununga                 | 19540           |
| 63º  | Pederneiras                  | 18852           |
| 64º  | Jardinópolis                 | 18667           |
| 65º  | Brotas                       | 18195           |
| 66º  | Natividade                   | 18107           |
| 67º  | Pirajú                       | 18000           |
| 68º  | São Bento do Sapucahy        | 17602           |
| 69º  | Mattão                       | 17444           |
| 70º  | Capão Bonito do Paranapanema | 17343           |
| 71º  | Cunha                        | 17297           |
| 72º  | Lorena                       | 17027           |
| 73º  | Lençóes                      | 16943           |
| 74º  | Caçapava                     | 16768           |
| 75º  | Bariry                       | 16353           |
| 76º  | Palmeiras                    | 16024           |
| 77º  | São Bernardo                 | 16000           |
| 78º  | Cajurú                       | 15998           |
| 79º  | Faxina                       | 15700           |
| 80º  | Caconde                      | 15500           |
| 81º  | São Roque                    | 15389           |
| 82º  | Campos Novos do Paranapanema | 15137           |
| 83º  | Dous Córregos                | 15000           |
| 84º  | Itaporanga                   | 15000           |
| 85º  | Porto Feliz                  | 15000           |
| 86º  | Piracaia                     | 14563           |
| 87º  | Cruzeiro                     | 14469           |
| 88º  | São Luiz do Parahytinga      | 14418           |
| 89º  | Pitangueiras                 | 14368           |
| 90º  | Ibitinga                     | 14314           |
| 91º  | Pedreira                     | 14000           |
| 92º  | São João da Bocaina          | 13619           |
| 93º  | São Pedro                    | 13105           |
| 94º  | Itapecerica                  | 13066           |
| 95º  | Lagoinha                     | 12209           |
| 96º  | São João do Curralinho       | 11994           |
| 97º  | Itatinga                     | 11943           |
| 98º  | Xiririca                     | 11901           |
| 99º  | Redempção                    | 11888           |
| 100º | Rio das Pedras               | 11660           |
| 101º | Fartura                      | 11610           |
| 102º | Dourado                      | 11509           |
| 103º | Campo Largo de Sorocaba      | 11334           |
| 104º | Angatuba                     | 11311           |
| 105º | Leme                         | 11290           |
| 106º | Nazareth                     | 11139           |
| 107º | Ituverava                    | 11000           |
| 108º | Juquery                      | 11000           |
| 109º | Santo Amaro                  | 11000           |
| 110º | Piedade                      | 10949           |
| 111º | Agudos                       | 10842           |
| 112º | Jambeiro                     | 10723           |
| 113º | Bôa Esperança                | 10410           |
| 114º | Indaiatuba                   | 10275           |
| 115º | Mineiros                     | 10094           |
| 116º | Patrocínio do Sapucahy       | 10066           |
| 117º | Mogy-Guassú                  | 10012           |
| 118º | Parnahyba                    | 9987            |
| 119º | Ribeirão Bonito              | 9854            |
| 120º | Bananal                      | 9670            |
| 121º | Cutia                        | 9500            |
| 122º | Sallesopolis                 | 9452            |
| 123º | Queluz                       | 9274            |
| 124º | Guararema                    | 9151            |
| 125º | Ubatuba                      | 9049            |
| 126º | Tambahú                      | 9033            |
| 127º | Itararé                      | 9009            |
| 128º | São Sebastião                | 8923            |
| 129º | Santa Izabel                 | 8722            |
| 130º | São Pedro do Turvo           | 8604            |
| 131º | Bom Successo                 | 8596            |
| 132º | Santa Branca                 | 8561            |
| 133º | Monte-Mór                    | 8346            |
| 134º | Arêas                        | 8014            |
| 135º | Porto Ferreira               | 8000            |
| 136º | Cabreúva                     | 7940            |
| 137º | Tremembé                     | 7638            |
| 138º | São Vicente                  | 7570            |
| 139º | Santa Bárbara                | 7439            |
| 140º | Bocaina                      | 7200            |
| 141º | Annapolis                    | 7138            |
| 142º | Igaratá                      | 7000            |
| 143º | Rio Bonito                   | 7000            |
| 144º | Salto de Ytú                 | 7000            |
| 145º | Villa Bella                  | 7000            |
| 146º | São Miguel Archanjo          | 6667            |
| 147º | Guarulhos                    | 6568            |
| 148º | Santo Antônio da Bôa Vista   | 6555            |
| 149º | Una                          | 6555            |
| 150º | Silveiras                    | 6500            |
| 151º | Santo Antônio da Alegria     | 6447            |
| 152º | Buquira                      | 6366            |
| 153º | Guarehy                      | 6364            |
| 154º | Pilar                        | 6117            |
| 155º | Santa Cruz da Conceição      | 5848            |
| 156º | Itaberá                      | 5696            |
| 157º | Villa Vieira do Piquete      | 5553            |
| 158º | São José do Barreiro         | 5500            |
| 159º | Araçariguama                 | 5251            |
| 160º | Pinheiros                    | 5108            |
| 161º | Cananéa                      | 5000            |
| 162º | Anhemby                      | 4956            |
| 163º | Pereiras                     | 4713            |
| 164º | Espírito Santo do Turvo      | 4368            |
| 165º | Santa Bárbara do Rio Pardo   | 3850            |
| 166º | Jatahy                       | 3792            |
| 167º | Yporanga                     | 3650            |
| 168º | Caraguatatuba                | 3562            |
| 169º | Ribeirão Branco              | 3272            |
| 170º | Sarapuhy                     | 3000            |
| 171º | Itanhaén                     | 2938            |